# Avranville
Cet article possède un paronyme, voir Avrainville.
Avranville est une commune française située dans le département des Vosges en région Grand Est.

## Géographie

### Localisation
La commune est traversée par la Maldite, petite rivière faisant partie du bassin versant de la Seine.

### Géologie et relief
La commune se compose de 643,83 hectares de territoires agricoles (59,07 %) et 446,21 hectares de forêts et milieux semi-naturels (40,94 %).
Espaces naturels :
- Un espace protégé Natura 2000 : Bassigny, partie Lorraine[3],
- Une zone naturelle d'intérêt écologique, faunistique et floristique (Znieff) :  Vôge et Bassigny[4].

### Hydrographie et les eaux souterraines
Hydrogéologie et climatologie : Système d’information pour la gestion des eaux souterraines du bassin Rhin-Meuse :
Territoire communal : Occupation du sol (Corinne Land Cover); Cours d'eau (BD Carthage),
Géologie : Carte géologique; Coupes géologiques et techniques,
 Hydrogéologie : Masses d'eau souterraine; BD Lisa; Cartes piézométriques.
La commune est située dans  la région hydrographique « La Seine de sa source au confluent de l'Oise (exclu) » au sein du bassin Seine-Normandie. Elle est drainée par l'Ornain,.
L'Ornain, d'une longueur totale de 115,9 km, prend sa source dans la commune de Grand et se jette  dans la Saulx à Étrepy, après avoir traversé 36 communes.

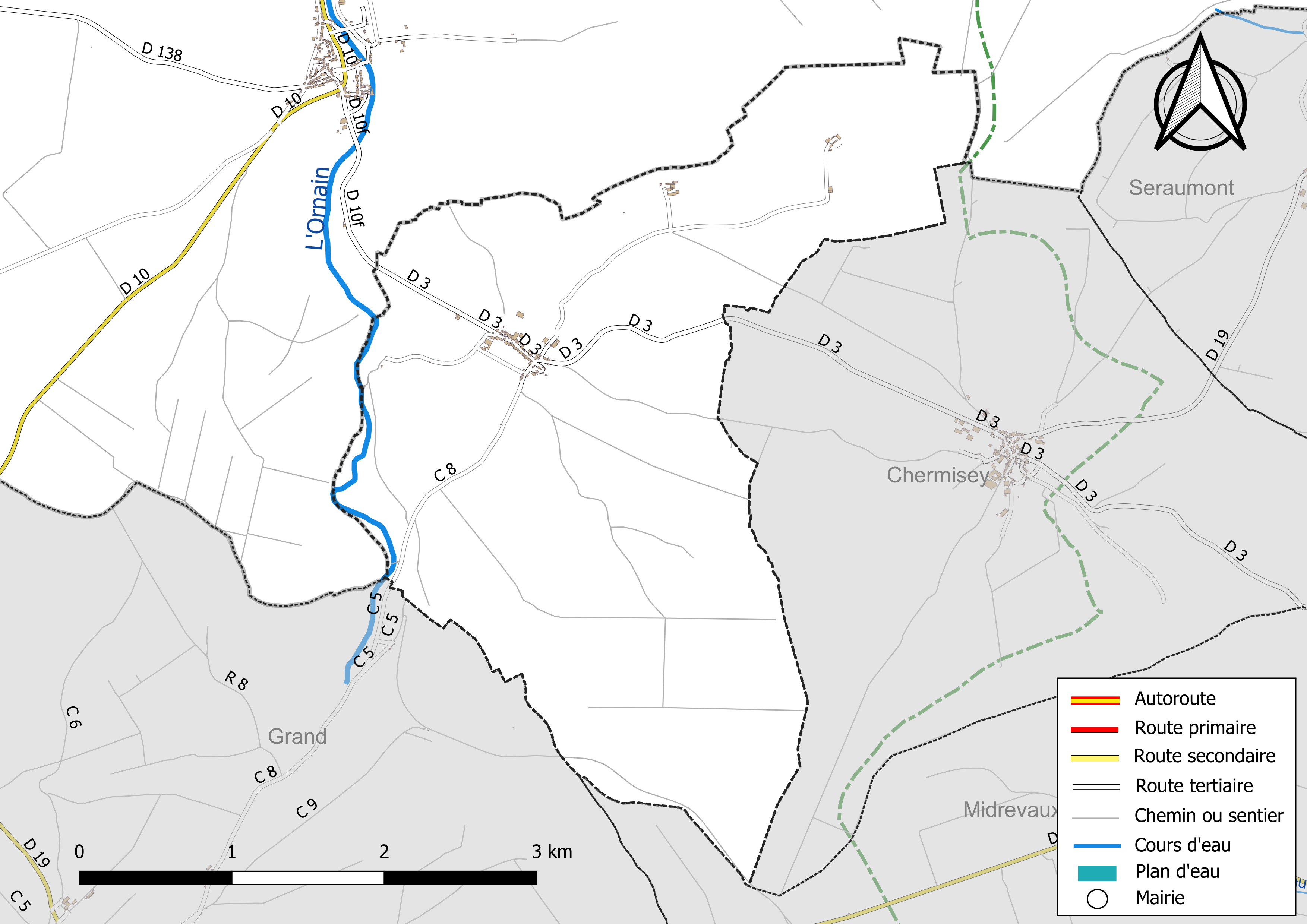
Réseaux hydrographique et routier d'Avranville.

### Climat
Pour des articles plus généraux, voir Climat du Grand Est et Climat des Vosges.
En 2010, le climat de la commune est de type climat de montagne, selon une étude du Centre national de la recherche scientifique s'appuyant sur une série de données couvrant la période 1971-2000. En 2020, Météo-France publie une typologie des climats de la France métropolitaine dans laquelle la commune est exposée à un climat océanique altéré et est dans la région climatique Lorraine, plateau de Langres, Morvan, caractérisée par un hiver rude (1,5 °C), des vents modérés et des brouillards fréquents en automne et hiver.
Pour la période 1971-2000, la température annuelle moyenne est de 9,3 °C, avec une amplitude thermique annuelle de 16,6 °C. Le cumul annuel moyen de précipitations est de 1 027 mm, avec 13,8 jours de précipitations en janvier et 9,5 jours en juillet. Pour la période 1991-2020, la température moyenne annuelle observée sur la station météorologique de Météo-France la plus proche, « Cirfontaines_sapc », sur la commune de Cirfontaines-en-Ornois à 11 km à vol d'oiseau, est de 10,4 °C et le cumul annuel moyen de précipitations est de 904,1 mm. 
La température maximale relevée sur cette station est de 40 °C, atteinte le 12 août 2003 ; la température minimale est de −19,6 °C, atteinte le 6 février 1963,,.
Les paramètres climatiques de la commune ont été estimés pour le milieu du siècle (2041-2070) selon différents scénarios d'émission de gaz à effet de serre à partir des nouvelles projections climatiques de référence DRIAS-2020. Ils sont consultables sur un site dédié publié par Météo-France en novembre 2022.

## Urbanisme

### Typologie
Au 1er janvier 2024, Avranville est catégorisée commune rurale à habitat très dispersé, selon la nouvelle grille communale de densité à sept niveaux définie par l'Insee en 2022.
Elle est située hors unité urbaine. Par ailleurs la commune fait partie de l'aire d'attraction de Neufchâteau, dont elle est une commune de la couronne,. Cette aire, qui regroupe 72 communes, est catégorisée dans les aires de moins de 50 000 habitants,.

### Occupation des sols
L'occupation des sols de la commune, telle qu'elle ressort de la base de données européenne d’occupation biophysique des sols Corine Land Cover (CLC), est marquée par l'importance des territoires agricoles (59 % en 2018), une proportion sensiblement équivalente à celle de 1990 (58,4 %). La répartition détaillée en 2018 est la suivante : 
terres arables (41,3 %), forêts (41 %), prairies (17,7 %). L'évolution de l’occupation des sols de la commune et de ses infrastructures peut être observée sur les différentes représentations cartographiques du territoire : la carte de Cassini (XVIIIe siècle), la carte d'état-major (1820-1866) et les cartes ou photos aériennes de l'IGN pour la période actuelle (1950 à aujourd'hui).

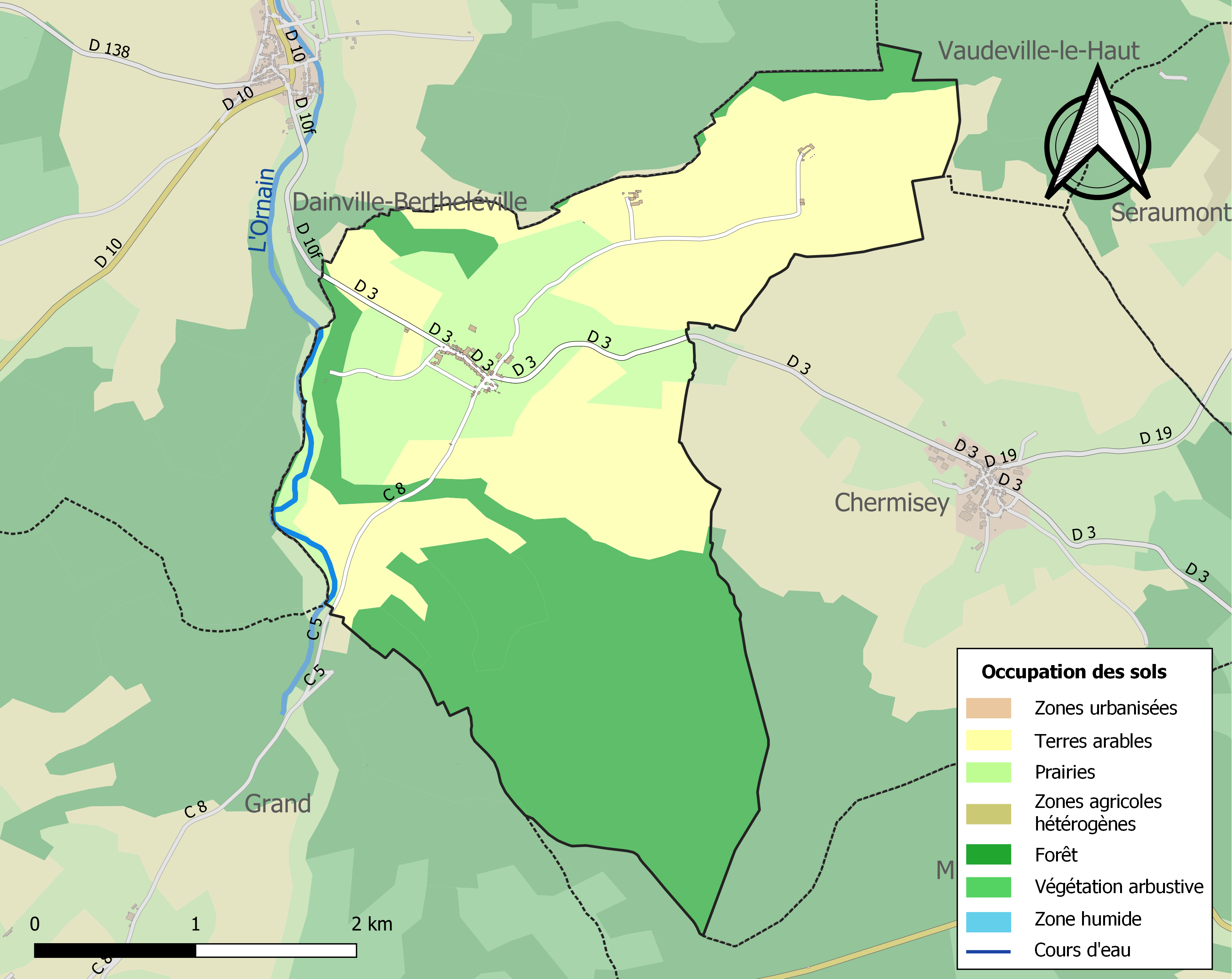
Carte des infrastructures et de l'occupation des sols de la commune en 2018 (CLC).

## Toponymie
Le nom de la localité est attesté sous les formes Haveringi-villam… in comitatu Horninse (965) ; R. de Havrenvile (avant 1161) ; Havrenvile (1211) ; Havreinville (1265) ; Avrain Ville (1276-1278) ; Havrainville (1325) ; Havrainvilla, Avrainvilla (1402) ; Avrainville (1434) ; Aranville (1490) ; Havranville (1497) ; Havrainville (1530) ; Havraville (1539) ; Haranville (1553) ; Avranville (1565) ; Avranivilla (1768) ; Avrainville (1790) ; Avrenville (an II).

Étymologie

## Histoire
Avranville appartenait au bailliage de Chaumont, prévôté de Grand.
Un château dit d’Avranville, aujourd'hui disparu, aurait été offert au premier marquis François Philippe de Marnier, par sa mère la comtesse Marguerite Émilie Hamilton, à l’occasion de son mariage en 1743.
L’église date du début du XVIIIe siècle, elle faisait partie du diocèse de Toul, doyenné de Gondrecourt. Le droit de patronage de la cure était à la collation du chapitre de l’église cathédrale de Toul.
Les habitants du village jouissaient de droits d’usage dans la forêt des Gourseaux qui dépendait de l’abbaye Notre-Dame de Mureau. D’où, après la Révolution, un long procès avec l’administration des Domaines, qui en revendiquait la possession.
De 1790 à l’an X, Avranville a fait partie du canton de Grand.

## Politique et administration
| Période                                  | Période   | Identité                     | Étiquette | Qualité           |
| ---------------------------------------- | --------- | ---------------------------- | --------- | ----------------- |
| Les données manquantes sont à compléter. |           |                              |           |                   |
| mars 1959                                | mars 1983 | Valère Soyer (1922-2017)     |           |                   |
| mars 1983                                | mars 2001 | Claude Demoisson (1937-2020) |           | Chauffeur routier |
| mars 2001                                | mars 2008 | Estelle Fiegel               | SE        |                   |
| mars 2008                                | mai 2020  | Maurice Rouyer (1947-2025)   | DVD       | Retraité agricole |
| mai 2020                                 | En cours  | Joël Français                | SE        | Agriculteur       |

### Budget et fiscalité 2023

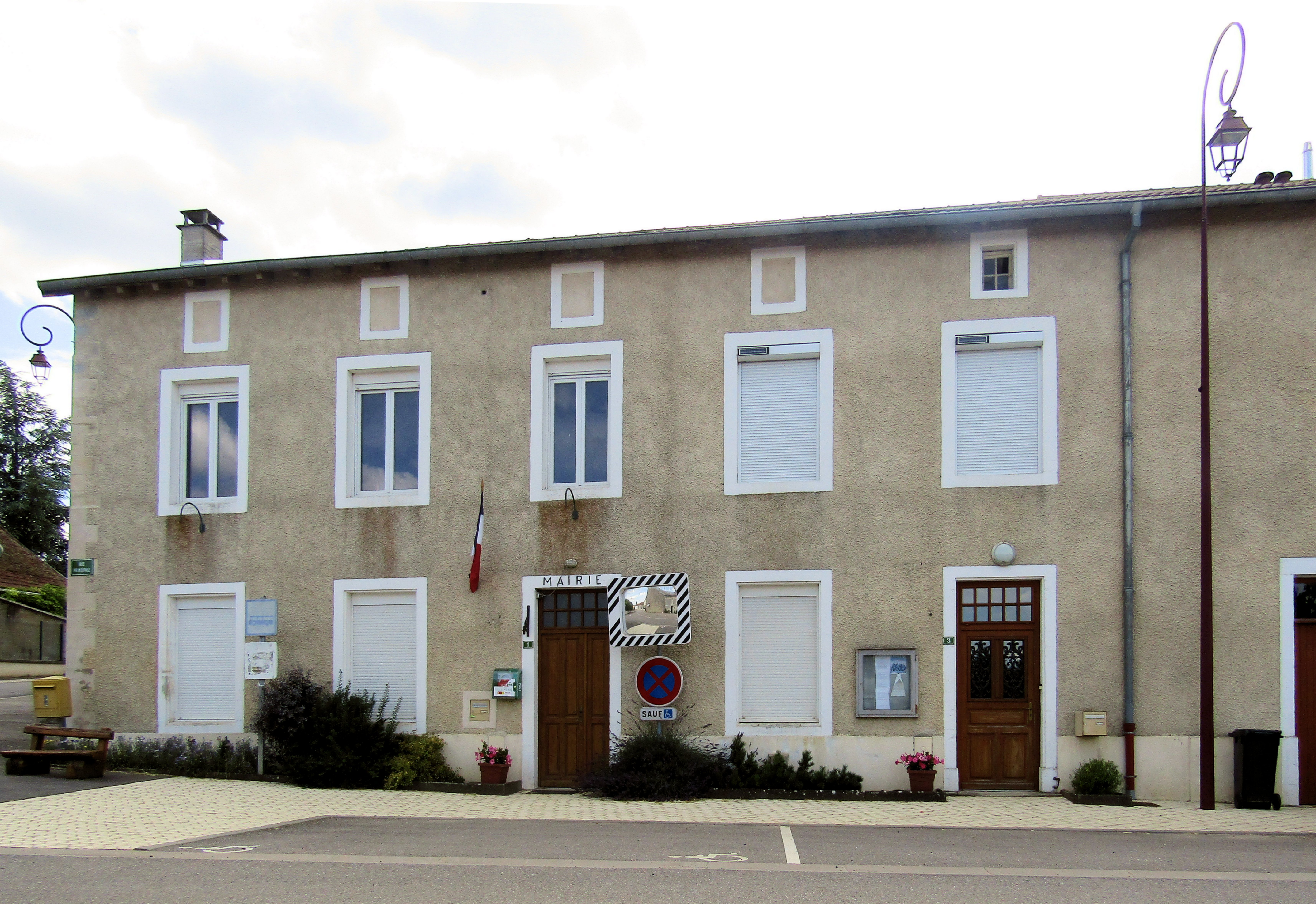
La mairie.

En 2023, le budget de la commune était constitué ainsi :
- total des produits de fonctionnement : 116 000 €, soit 937 € par habitant ;
- total des charges de fonctionnement : 76 000 €, soit 609 € par habitant ;
- total des ressources d'investissement : 109 000 €, soit 883 € par habitant ;
- total des emplois d'investissement : 167 000 €, soit 1 349 € par habitant ;
- endettement : 46 000 €, soit 369 € par habitant.

Avec les taux de fiscalité suivants :
- taxe d'habitation : 26,84 % ;
- taxe foncière sur les propriétés bâties : 48,14 % ;
- taxe foncière sur les propriétés non bâties : 29,57 % ;
- taxe additionnelle à la taxe foncière sur les propriétés non bâties : 0,00 % ;
- cotisation foncière des entreprises : 0,00 %.

Chiffres clés Revenus et pauvreté des ménages en 2021 : médiane en 2021 du revenu disponible, par unité de consommation.

## Population et société

### Démographie

#### Évolution démographique
Les habitants sont nommés les Avranvillois et les habitantes les Avranvilloises.
L'évolution du nombre d'habitants est connue à travers les recensements de la population effectués dans la commune depuis 1793. Pour les communes de moins de 10 000 habitants, une enquête de recensement portant sur toute la population est réalisée tous les cinq ans, les populations de référence des années intermédiaires étant quant à elles estimées par interpolation ou extrapolation. Pour la commune, le premier recensement exhaustif entrant dans le cadre du nouveau dispositif a été réalisé en 2004.

En 2022, la commune comptait 69 habitants, en évolution de −2,82 % par rapport à 2016 (Vosges : −2,96 %, France hors Mayotte : +2,11 %).
| 1793 | 1800 | 1806 | 1821 | 1831 | 1836 | 1841 | 1846 | 1856 |
| ---- | ---- | ---- | ---- | ---- | ---- | ---- | ---- | ---- |
| 223  | 213  | 216  | 281  | 254  | 260  | 281  | 266  | 277  |

| 1861 | 1866 | 1876 | 1881 | 1886 | 1891 | 1896 | 1901 | 1906 |
| ---- | ---- | ---- | ---- | ---- | ---- | ---- | ---- | ---- |
| 277  | 260  | 256  | 260  | 245  | 229  | 211  | 190  | 196  |

| 1911 | 1921 | 1926 | 1931 | 1936 | 1946 | 1954 | 1962 | 1968 |
| ---- | ---- | ---- | ---- | ---- | ---- | ---- | ---- | ---- |
| 172  | 151  | 120  | 112  | 96   | 121  | 120  | 98   | 90   |

| 1975 | 1982 | 1990 | 1999 | 2004 | 2006 | 2009 | 2014 | 2019 |
| ---- | ---- | ---- | ---- | ---- | ---- | ---- | ---- | ---- |
| 73   | 78   | 85   | 68   | 65   | 63   | 84   | 72   | 69   |

| 2022 | - | - | - | - | - | - | - | - |
| ---- | - | - | - | - | - | - | - | - |
| 69   | - | - | - | - | - | - | - | - |

### Enseignement
Établissements d'enseignements :
- Écoles maternelles et primaires à Grand.
- Collèges à Gondrecourt-le-Château, Liffol-le-Grand, Neufchâteau, Neufchâteau.
- Lycées à Neufchâteau.

### Santé
Professionnels et établissements de santé :
- Médecins à Grand, Coussey, Gondrecourt-le-Château, Liffol-le-Grand, Neufchâteau.
- Pharmacies à Coussey, Gondrecourt-le-Château, Liffol-le-Grand, Neufchâteau, Vaucouleurs, Tréveray, Bourmont, Châtenois.
- Hôpitaux à Neufchâteau, Joinville, Commercy, Riaucourt, Dommartin-lès-Toul, Vittel.

### Cultes
- Culte catholique, Paroisse Saint-Nicolas-du-Haut-du-Mont[34], Diocèse de Saint-Dié.

## Économie

### Entreprises et commerces

#### Commerces
- Commerces et services de proximité[35].

## Culture locale et patrimoine

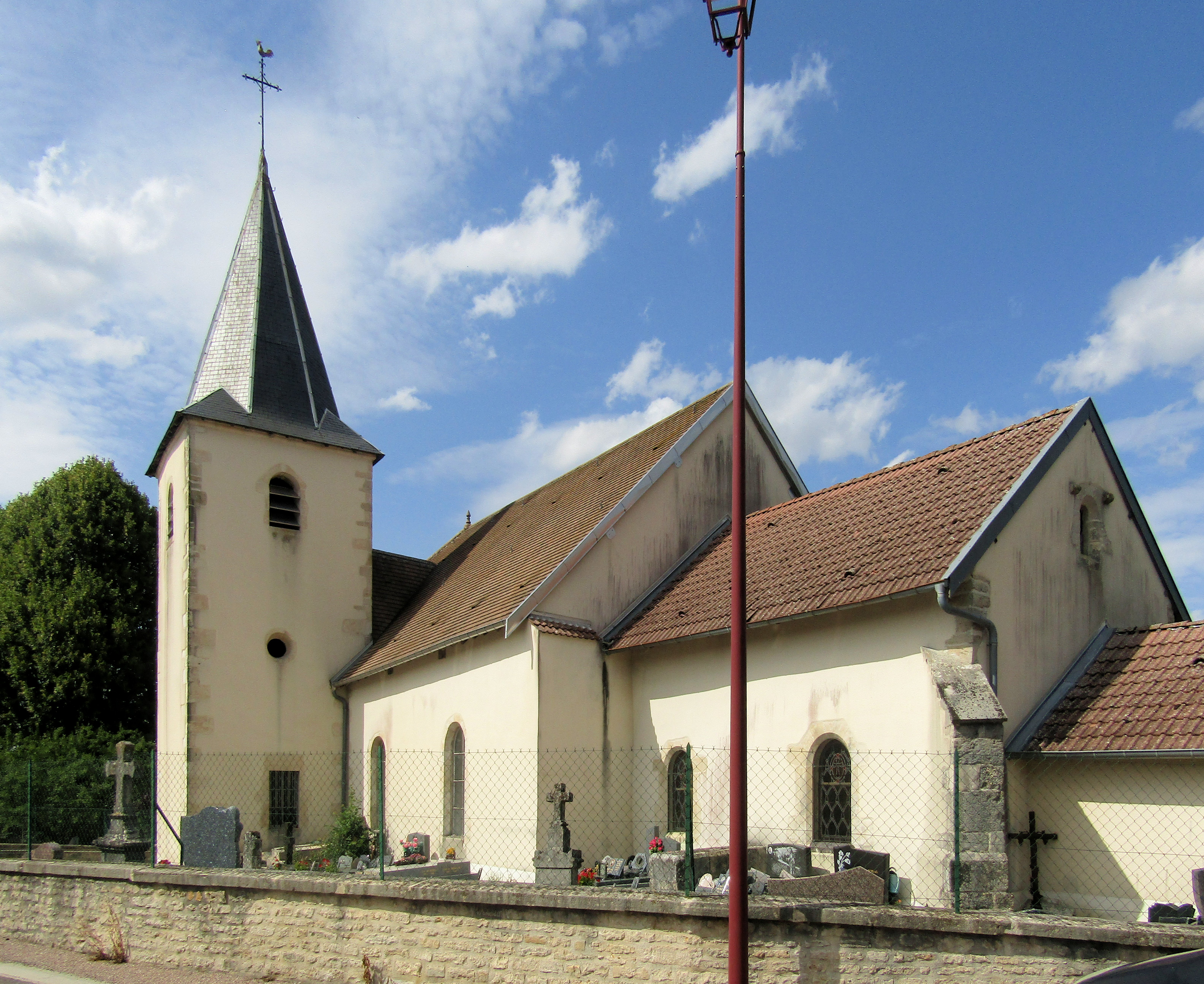
L'église de la Nativité-de-Notre-Dame.

### Lieux et monuments
- L'église de la Nativité-de-Notre-Dame date du début XVIIIe siècle.
- Monument aux morts[36],[37],[38].
- Calvaire.
- Ancien puits situé au chevet de l'Église.

### Personnalités liées à la commune
- Charles de Dortan (député de Dole en 1789) est né à Avranville en 1741, au château qui appartenait à l'époque à la comtesse d'Hamilton douairière du comte de Marmier[39]. Ce château n'existe plus.
- Médaillés de Sainte-Hélène[40]

### Héraldique, logotype et devise
Commune sans blason.

## Pour approfondir